# Banda della Scala Reale
La banda della Scala Reale (Royal Flush Gang) o GSR sono un gruppo di personaggi immaginari della DC Comics. Comparvero per la prima volta in Justice League of America n. 43 nel marzo del 1966 sotto il comando del professor Amos Fortune.

## Storia
La banda della Scala reale sono un gruppo di super criminali vestiti da carte da gioco i cui piani vengono solitamente sventati dai supereroi nei quali si imbattono. I loro nomi in codice si basano sulla scala reale presente nel gioco di carte del poker, Asso, Re, Regina, Fante e Dieci.

### La prima banda
L'originale banda della Scala Reale era la banda d'infanzia del Professor Amos Fortune. Con quest'ultimo nel ruolo di Asso, combatterono contro la Justice League in due occasioni, utilizzando la tecnoglia di "stellarizzazione" per l'alterazione della fortune di Fortune per sapere il risultato della loro battaglia contro la League. Dopo che Fortune abbandonò la banda, tentarono di rubare dei dipinti che secondo loro contenevano indizi che avrebbero condotto ad un tesoro nascosto, ma furono fermati dal Joker (Joker n. 6). La maggior parte di loro, in seguito, abbandonò la carriera criminale sebbene il Fante si unì per un breve periodo ala Società segreta dei supercriminali con il nome di "Hi-Jack". La banda di Fortune indossava costumi basati sui vestiti del club. Nelle pagine di JLA Classified fu rivelato che l'originale banda della Scala Reale si riunì per combattere la Justice League dell'"Era Detroit" e i loro successori della seconda banda. In questa battaglia tutti i membri originali della banda rimasero uccisi.

### La seconda banda
La Seconda banda della Scala Reale fu messa insieme dal nemico di Lanterna Verde, Hector Hammond, in Justice League of America n. 203. Hammond guidò il gruppo sotto il nome di "Wildcard". Questa versione indossava costumi basati sul simbolo delle "Picche". La banda si divise e ogni membro ebbe una carriera criminale diversa prima di riunirsi, senza Hammond. Furono assoldati due volte da Maxwell Lord come parte della sua manipolazione della Justice League International. Più tardi, vennero riorganizzati e si ri-attrezzati da un successore del criminale nemico di Alan Scott, il Giocatore, che si mascherava da Joker.
I membri erano:
- Re (Joe Carny): il cosiddetto "Re degli Oboe", Carny soffrì di cancro ai polmoni. Come agente di Hammond, indossò un costume che incanalava tecnologicamente il suo naturale carisma al limite del controllo mentale. Con la conseguenza dell'esplosione della bomba al metagene in Invasion!, Re divenne immortale. Sebbene il Re sia il membro più alto nel rango nella banda, nel poker, l'Asso prende il suo posto come carta più alta nella Scala Reale.
- Regina (Mona Taylor): Taylor era originariamente una star di Broadway la cui carriera fu distrutta dalla sua dipendenza dall'alcol. Come agente di Hammond, ostentava uno scettro che formava illusioni reali. Dopo che il Giocatore riattrezzò il team, cominciò a portare una pistola da polso che sparava picche affilate come rasoi.
- Fante (nome sconosciuto): originariamente un gigolò, divenne un latitante dopo aver involontariamente ucciso un cliente mentre tentava un furto in una gioielleria. Come agente di Hammond, portava una spada carica di energia. Il Giocatore rimpiazzò il suo occhio sinistro con un'arma laser attivata ciberneticamente, facendo di lui letteralmente un "Fante da un occhio solo". La rimozione del suo occhio per impiantare il laser, inizialmente ebbe un forte impatto sulla sua sanità mentale.
- Dieci (Wanda Wailand): Wayland era una pilota addetta ai test dei velivoli, licenziata quando rifiutò le avance del suo superiore. Come agente di Hammond, indossava un costume provvisto di emettitori di energia sui guanti. Possiede riflessi estremamente pronti e porta sempre con sé delle carte da gioco esplosive.
- Asso (Derek Reston): l'Asso era un androide super forte nella forma di un uomo Afro-Americano. L'Asso successivo, Ernie Clay, fu reclutato dal Re e utilizzava un esoscheletro super potente donatogli dal Giocatore. Nelle più recenti apparizioni in Starman e Crisi Infinite, tuttavia, il team impiegò ancora una volta l'Asso robot.

Anche il Re, la Regina e il Dieci avevano delle pistole laser. La banda volava su carte da gioco volanti. Nell'apparizione della banda nel cartone animato Teen Titans, il Dieci organizzò una fuga con "I Piccoli Indiani di Dieci", una banda di ladri vestiti da carte da gioco partenti dal Due fino al Nove di Picche e armati di archi e frecce truccate.

### La terza banda
In Superman: The Man of Steel n. 121 si scoprì che la banda della Scala Reale si era estesa. La banda della Scala Reale era ormai un'organizzazione che raggiungeva tutta l'America, con membri nelle più grandi città. Invece di cinque membri, ogni "cellula" ne aveva cinquantadue, divisi in quattro unità guidate dalle "Corti delle Carte". Ogni membro aveva un valore da carta da gioco e quelli che aumentavano o diminuivano nella stima della banda ottenevano o perdevano un punto. Da notare, il padre di Stargirl era un "Due"; dopo averlo battuto, cambiò la sua identità da Star-Spangled Kid a Stargirl in JSA:All-Star.
Recentemente, in Crisi infinita n. 2, il Joker torturò e uccise il comandante di una cellula locale della banda della Scala Reale di una città non bene identificata, dopo essere stato respinto dalla Società per la sua "instabilità". Il Re fu l'unico rimasto vivo e si prese gioco del Joker per essere stato respinto. Joker uccise il Re con una scossa elettrica direttamente sul volto. La banda uccisa venne lasciata tra le rovine di un casinò.
Un'altra cellula della versione estesa, questa nella versione di una banda di strada, apparve come membro della Società in Villains Reunited e molti dei membri comparvero anche in altri fumetti. Non è spiegato il legame fra la terza Banda e i suoi predecessori e successori.

### La quarta banda
Una nuova versione della banda della Scala Reale comparve in Justice League of America (vol. 2) n. 35. Questa versione agisce sotto l'autorità di Amos Fortune, che viene chiamato dagli altri membri "Wild Card". C'è un gruppo principale formato da cinque membri in costume (i cui costumi si basano sulle Picche), più membri in aggiunta senza costume. I membri possono crescere di grado numerico come ricompensa per i loro successi, o essere "distribuiti" a discrezione di Wild Card. Sebbene il sistema di stato del mazzo di questo gruppo sia simile a quello della Terza banda, contiene numerose differenze: Fortune, come poc'anzi accennato, è il capo della banda, ma non ha connessioni con la Seconda o la Terza versione; piuttosto che "cellule" di 52 membri, questa banda sembra avere solo 52 membri in totale; in più, un membro menzionò che c'erano quattro Regine nella banda, facendo intuire che ci fossero quattro gruppi in costume (Picche, Cuori, Quadri e Fiori) che lavorano sotto la direzione di Fortune.

## Elseworld
Nella serie Kingdom Come di Alex Ross e Mark Waid, il Re un membro del Fronte della Liberazione dell'Umanita di Lex Luthor. È apparentemente separato dalla banda, ma porta un pacchetto di sigarette con la marca delle carte da gioco e parla per metafore, utilizzando detti e parole tirate fuori dai giochi di carte. C'è anche un uomo nella prigione della Justice League che sembra essere una nuova versione dell'Asso di Picche. Secondo la forma romanzata di Elliot S. Maggin, il Re è un immortale ed è il protetto di Vandal Savage. Nel crossover JLA/Avengers, il gruppo compare come aiutanti di Krona che attaccano Freccia Verde e Occhio di Falco.

## Altri media

### Televisione

#### La Squadra con i superpoteri: I Guardiani della Galassia
In La Squadra con i superpoteri: I Guardiani della Galassia, la banda della Scala Reale compare nell'episodio "The Wild Cards". Sono un quartetto di ladri reclutati dal misterioso Asso (non un androide). Asso si rivelò essere non solo in combutta con Darkseid, ma anche con il Joker, come dedotto più in là da Batman quando capì che nel castello di carte del Joker mancava la sua carta preferita, quella con il disegno di un joker, per l'appunto. Alla fine dell'episodio, il Dieci cambiò squadra e il resto della banda e il Joker furono catturati.

#### Batman of the Future
Nella serie Batman of the Future, il nuovo Batman si ritrovò faccia a faccia con una nuova versione della banda, che sembrava essere una famiglia. Usavano tutti per lo più armi tecnologicamente avanzate. La famiglia Walker sono il Re e la Regina (più in là doppiata dall'attrice Sarah Douglas), loro figlio Jack è il Fante e la loro figlia Melanie è il Dieci. Questa versione della banda ricalca il gruppo creato da Hector Hammond, con le loro carte da gioco volanti e in cui l'Asso era un androide. Si capisce che il crimine fa parte della famiglia: nell'episodio "Un riscatto da re", si rivela che l'ex Re era il padre della regina corrente, con la formazione di una nuova banda ogni nuova generazione. Melanie Walker/Dieci aveva anche una cotta per Terry McGinnis, creando lo stesso conflitto esistente tra Batman e Catwoman, così che Bruce Wayne mise fine alla relazione. Le attività della banda finirono nel secondo episodio quando l'Asso venne distrutto e si svelò che il Re aveva una relazione con la segretaria di Paxton Powers. Jack fu arrestato e in seguito rilasciato dal carcere sulla parola e andò a lavorare nello stesso ristorante in cui lavorava sua sorella. Nei fumetti, è poi rivelato che Dieci tornò in azione come alleata di Batman, dopo aver scoperto la sua identità.

#### Justice LeagueeJustice League Unlimited
La banda della Scala Reale compare Justice League e nella serie seguente Justice League Unlimited. La prima incarnazione della banda, che comparve nel doppio episodio "Wild Cards" (inedito in Italia), è un gruppo di teenager dai poteri sovrannaturali addestrati dal governo, a cui fu dato il tema dal Joker. Il gruppo si basa sulla falsariga dei protagonisti della serie animata Teen Titans, avendo aspetto simile e stessi doppiatori. L'Asso, una ragazza di nome Ace (l'unica di cui si sa del suo passato: con fenomenali poteri psichici, Ace fece impazzire i suoi genitori appena nata. In giovane età, fu portata di forza in una base della Cadmus, dove i suoi poteri furono bloccati da un anello particolare), poteva creare illusioni e portava la gente alla pazzia solo guardandola, anche attraverso l'etere, il Re poteva creare raggi di fuoco, la Regina poteva manipolare il ferro, il Fante aveva un corpo estremamente elastico e il Dieci era invulnerabile e aveva la super forza (non sentiva dolore e la sua forza era pari a quella di Superman). Il Joker li utilizzò per creare un reality show a Las Vegas, usandoli come ostacoli mentre la League ispezionava la città in cerca di esplosivi. Tutto ciò si rivela essere un mezzo per fare audience così, l'Asso avrebbe potuto rendere matte tutte le persone che avrebbero guardato anche solo di sfuggita lo schermo (eccetto Joker, dicendo che con lui, la follia non ha effetto, dato che è già pazzo). Batman, non ancora influenzato da Ace, come gli altri, attacca il Joker, ma Ace lo fissa, facendolo cadere nella folle trance. Con un ultimo sforzo, Batman prende quindi un anello di controllo mentale nella tasca del Joker con la quale controllava Ace. Ora libera e furiosa, l'Asso usa i suoi poteri contro il Joker, portandolo alla catatonia per un breve periodo, per poi scomparire. Il resto della banda, invece, venne catturata.
Un'altra incarnazione della banda compare in un flashback dell'episodio della serie Justice League Unlimited "Epilogo". I poteri dell'Asso si sono evoluti al punto che può distorcere la realtà, così che possa donare i suoi poteri a gente a caso nel tentativo di farsi degli amici, che però scelsero di voltarle le spalle e di utilizzare i loro nuovi poteri per il crimine. Il Re di quest'incarnazione appare come una testa enorme con arti piccoli che viaggia su un trono e lancia fuoco dagli occhi (citazione dal personaggio di MODOK della Marvel), la Regina era un travestito trasformato in una donna enorme dalla forza smisurata, il cui disegno ricordava fortemente la Regina di cuori del cartone animato della Disney Alice nel Paese delle Meraviglie, il Fante era un guerriero stile Samurai, mentre il Dieci era una bellissima donna con delle bellissime e lunghissime trecce che poteva utilizzare come fruste. Dopo la loro sconfitta da parte di alcuni membri della Justice League (tra cui Alata e Batman), Amanda Waller rivelò che Ace stava morendo e che, con la sua morte, o la realtà distorta sarebbe svanita, o sarebbe esplosa causando la morte di milioni di persone. Affidò quindi a Batman un dispositivo per ucciderla prima che ciò accadesse, ma lui, invece, decise di confortare la bambina nei suoi ultimi momenti, permettendole di morire serenamente senza ferire nessuno. La realtà creata da Ace e i criminali da lei potenziati ritornarono alla normalità dopo la sua morte. Non è poi chiaro se sia così o meno, ma pare che poi Batman, quando adottò un dobermann randagio, lo ribattezzò Asso in memoria della piccola Ace.

#### Batman: The Brave and The Bold
La banda della Scala Reale compare per un istante in Batman:The Brave and The Bold nell'episodio "Return of Fearsome Fangs" con la voce dell'Asso doppiata a Diedrich Bader e il Fante da Edoardo Ballerini. Anche il Re e la Regina erano presenti ma non c'era traccia del Dieci. Il Fante ha un accento spagnolo e l'Asso è il leader. Questa versione della banda fa ritorno ai gruppi di banditi del Vecchio West e combatte contro Jonah Hex. La scena d'apertura vede Jonah Hex catturato e la banda della Scala reale che pianifica di farlo a pezzi con l'aiuto di quattro cavalli. Batman lo libera e insieme riescono a fuggire.

#### Arrow
Nella serie televisiva Arrow, la banda della Scala Reale appare come un gruppo di cinque intento a svaligiare una banca. Vestiti con abiti normali e maschere da hockey rappresentanti, per ognuno, una carta diversa della scala.